# Moerasgebied Hooglandsedijk
Moerasgebied Hooglandsedijk is een moerasgebied van bescheiden omvang in Amersfoort dat, hoewel in de tang genomen door ruimtelijk-stedelijke schaalvergrotingsprocessen, als “ecologische long” in de stad door de gemeente welbewust in stand gehouden is en wordt. Er groeien oude bomen en bijzondere planten. Er werden recent nog ijsvogels waargenomen. Verschillende andere vogelsoorten vinden er hun toevlucht. Er vliegen verschillende soorten dagvlinders en libellen. Door het gebiedje stroomt een beek die wordt gevoed door een krachtige artesische bron. Deze welt op uit de diepten onder de Gelderse Vallei en wordt gevoed door water van de Utrechtse Heuvelrug. De dijk langs het moerasje vormde ooit een deel van de Grebbelinie.

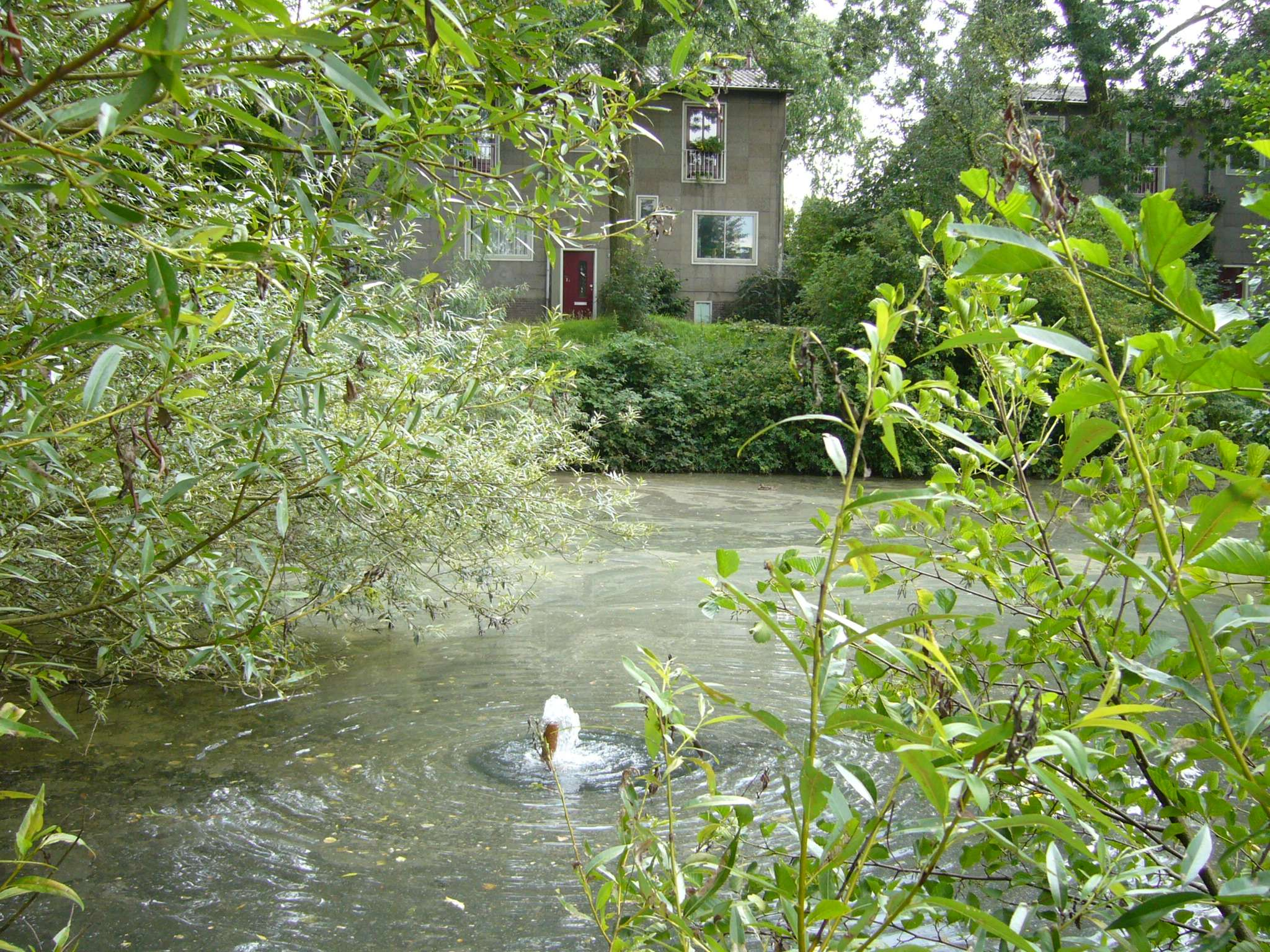
Vijver met artesische bron

In 1962 is de gemeente begonnen het gebied meer toegankelijk te maken, door een herinrichting en de aanleg van een knuppelpad. Scholen kregen er lessen biologie in het veld. Zo werd het moerasgebied het eerste educatieve natuurgebiedje in Amersfoort. In 2003 is het gebied opnieuw door de gemeente opgeknapt. Er is een vlonderpad gemaakt.
Door het gemeentelijke natuurbeheer zijn verschillende stadia van verlanding terug te vinden: open water, rietland, grasland, moeras en bosjes.

## Locatie
Het moerasgebied Hooglandsedijk ligt even ten noordwesten van het oude stadscentrum van Amersfoort in de wijk De Koppel en is van origine een oude, deels verlande, arm van de Eem, die wel de "Kromme Eem" werd genoemd. Het gebied ligt tussen de Hooglandsedijk, indertijd aangelegd als onderdeel van de Grebbelinie, en gebouwen van de Hooglandseweg-Noord, die van oudsher de verbinding vormde tussen Amersfoort en Hoogland.
Het gebied loopt in het noordwesten door tot de plaats waar de monding van het Valleikanaal in de tegenwoordige Eem stroomt.
Tot ca. 1940 bevond het moerasje zich op grondgebied van de gemeente Hoogland. Het lag tussen de weilanden. Langs de nieuwe Eem vestigden zich bedrijven.
Door de aanleg van het Valleikanaal in 1937 werd de waterstand in en om de stad Amersfoort beter beheerst.
Pas na de Tweede Wereldoorlog verrees rond het gebied de woonwijk De Koppel. Het moeras vormt de grens tussen het tuindorp Jeruzalem en de rest van de wijk.

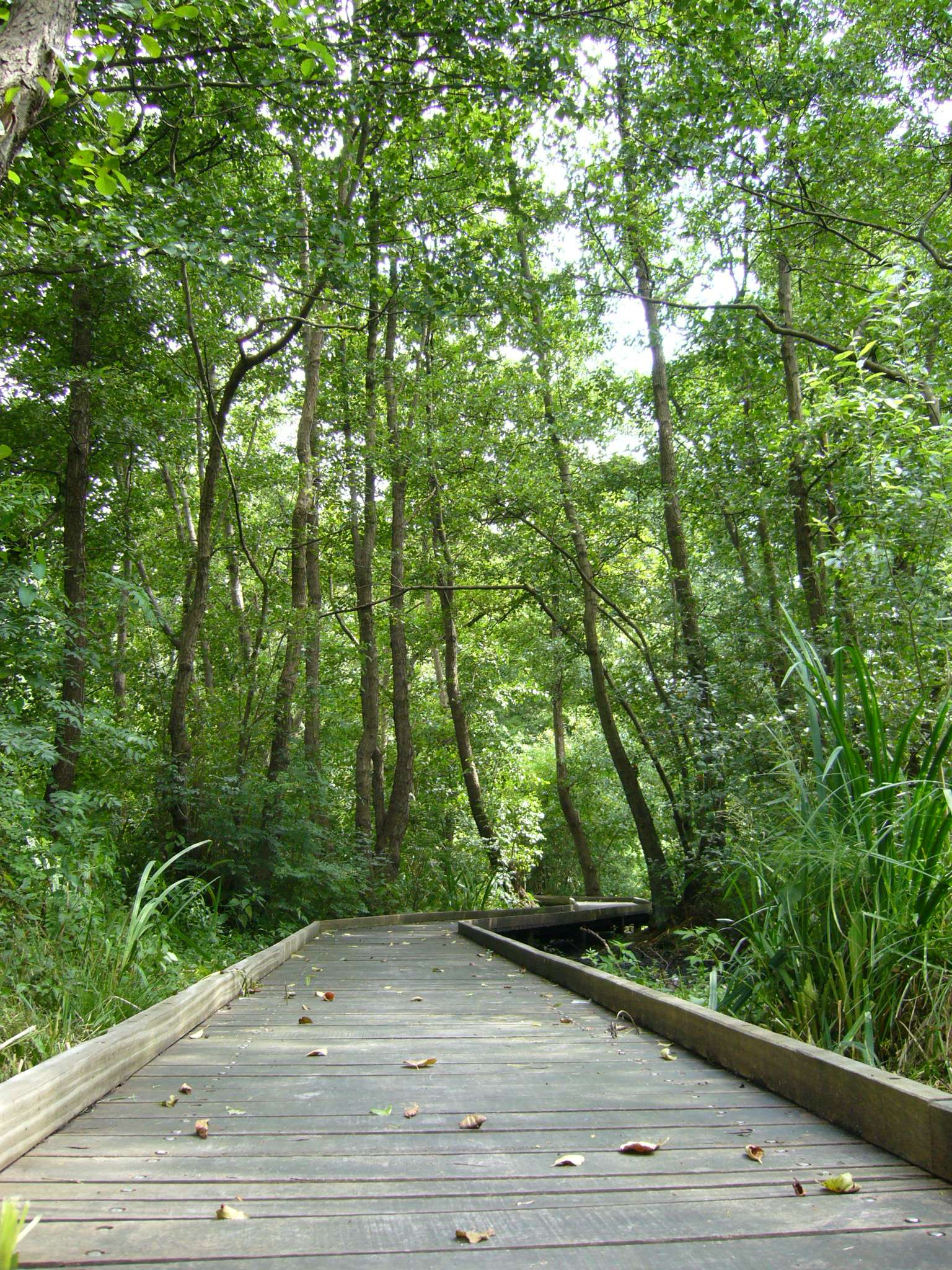
Vlonderpad door elzenbroekbos

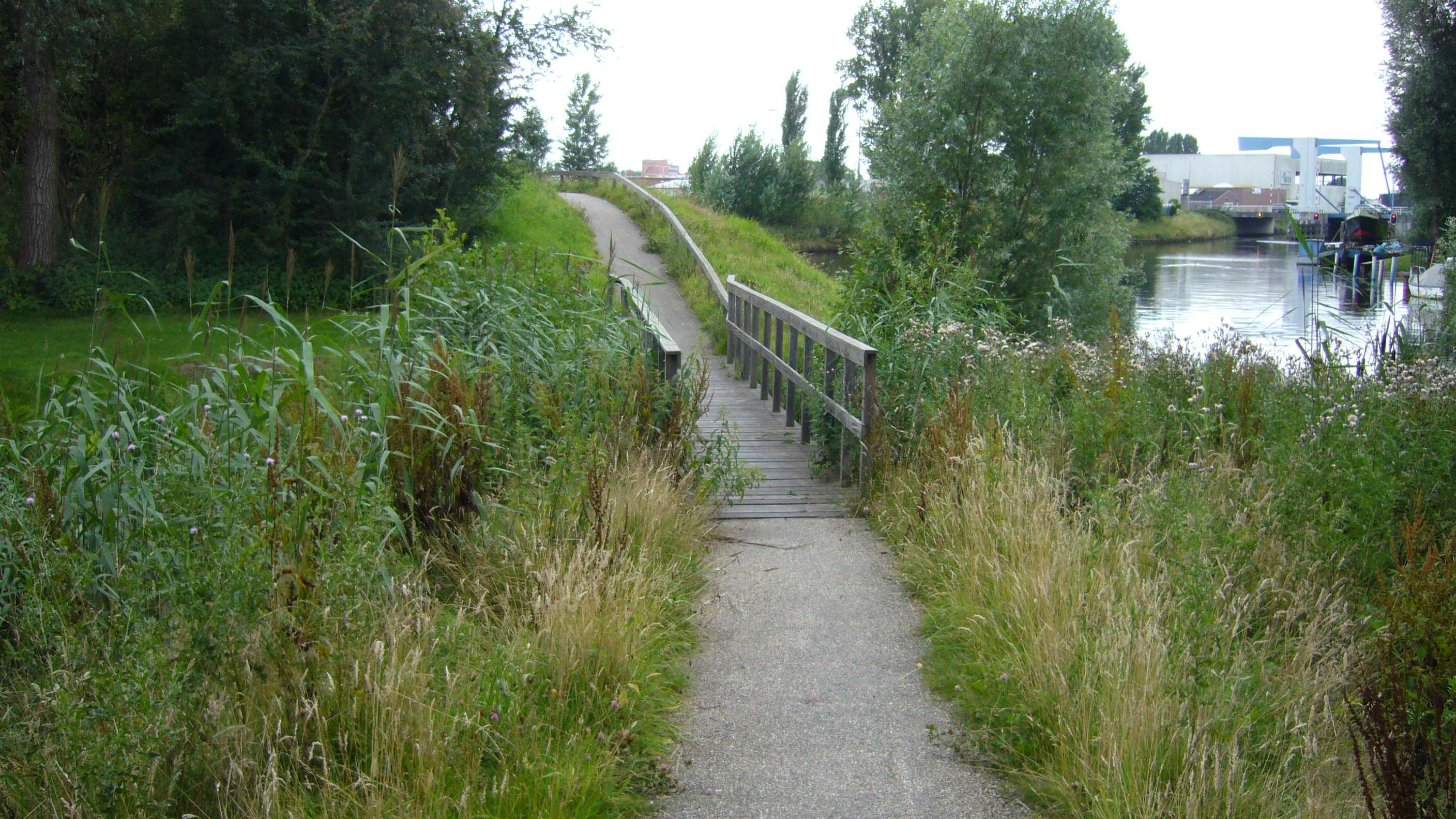
Noordwestelijke punt van het gebied met uitzichtheuvel

## Zes deelgebiedjes
Het Moerasgebied Hooglandsedijk bestaat uit verschillende delen:
- in het zuidoosten een vijver, waarin de artesische bron
- een elzenbroekbos met zwarte els en wilg
- een stuk rietland
- een vogelbosje
- een gebiedje met vochtig en droog schraal grasland
- een uitzichtheuvel in het noordwesten, op de plaats waar de Eem en het Valleikanaal bij elkaar komen.

## Ecologisch belang
Hoe vies melkachtig het water aan de bron er ook uitziet, het blijkt toch als ecologisch gezonde bron door libellen zoals de weidebeekjuffer en waterinsecten zoals schaatsenrijders en schrijvertjes beschouwd te worden. We vinden langs de vijver o.a. Gelderse roos en harig wilgenroosje. Een deel van het terrein rondom de vijver wordt regelmatig gemaaid.
In het elzenbroek vindt men veel gele lis en blaartrekkende boterbloem en ruiken we in het voorjaar de watermunt.
Het rietland wordt regelmatig gemaaid om te voorkomen dat het dicht groeit. De dominante soort is natuurlijk riet, maar we vinden hier ook een knotwilg en planten zoals moerasspirea, grote kattenstaart, reuzenberenklauw, echte valeriaan en koninginnenkruid. Het beheer is erop gericht goede broedomstandigheden voor bijvoorbeeld de kleine karekiet te creëren.
In het vogelbosje kunnen winterkoning, koolmees, pimpelmees, heggenmus en roodborst broeden in meidoorn, sleedoorn, vlier en braam.
De noordwestelijke delen van het gebied zijn gescheiden van de rest door een trapveldje, de Kwekersweg en een (klein) busstation, waar het beekje onderdoor stroomt. Hier bevinden zich een vlinderweide en een paddenpoel. Padden en andere amfibieën kunnen van dit plasje gebruikmaken om eieren af te zetten.

## Grebbelinie
De Grebbelinie was een verdedigingslinie die door de Gelderse Vallei liep, van de Nederrijn bij de Grebbeberg tot het IJsselmeer, tegenwoordig het Eemmeer. Het noordelijk deel van de Grebbelinie liep langs de rivier de Eem. In het grootste deel van de Gelderse vallei volgt de linie de loop van het tussen 1937 en 1940 gegraven Valleikanaal.

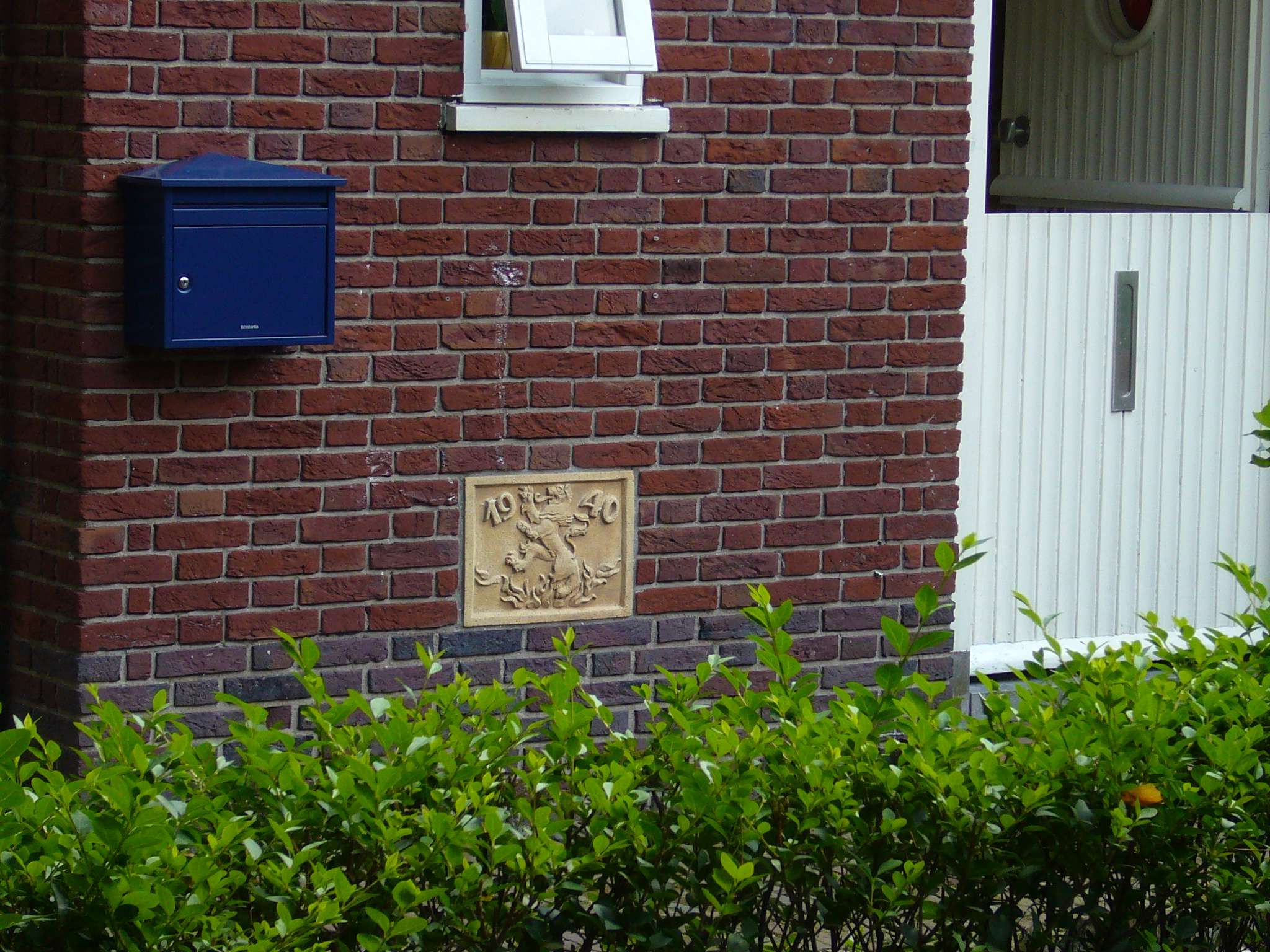
Gevelsteen in herbouwde woning aan Hooglandseweg-Noord

Vanaf het Werk aan de Glashut ("de Schans") aan de Eem ten noorden van Amersfoort volgde de linie een grasdijk langs de oude Eem, de Hooglandsedijk. Het Valleikanaal werd hier later wat noordelijker van de linie gegraven.
Huizen in het gebied tussen de liniedijk en het Valleikanaal, bijvoorbeeld langs de Hooglandseweg-Noord werden tijdens de mobilisatie 1939-40, de laatste keer dat de linie in bedrijf kwam, afgebroken om een vrij schootsveld te hebben. In de gevel van enkele huizen die na de Tweede Wereldoorlog werden herbouwd, herinnert een gevelsteen aan de gedwongen afbraak (en herbouw).
De liniedijk is tegenwoordig verhard en draagt de naam Hooglandsedijk.
Er werden hier in de periode voorafgaand aan de Tweede Wereldoorlog ook kazematten gebouwd. Een gietstalen exemplaar werd in de oorlog door de Duitse bezetters gesloopt. Een andere ligt mogelijk onder de dijk verborgen.
Langs dit deel van de Grebbelinie is in mei 1940 overigens nauwelijks strijd geleverd.